# 阿斯玛·哈吉·奥马尔
阿斯玛·哈吉·奥马尔（Asmah Haji Omar，1940年3月5日—）是一位马来语语言学家，也是语言规划领域的知名人物。她也是一名在霹雳州的苏丹依德理斯教育大学的扎巴马来文明讲座教授和马来文明研究所所长。在此之前，阿斯玛从1963年起一直担任马来亚大学的学术成员，直至以马来亚大学副校长的身份退休。此外，她还担任过语文与语言学学院的院长，以及马来语常务委员会成员。

## 生平
1940年3月5日出生于一个受过高等教育且居住在日得拉县城的家庭。她的小学和中学教育均于吉打州完成的。她继续在印度尼西亚大学学习并获得文学学士和硕士学位。随后，她继续专研并在伦敦大学获得了一般语言学领域的博士学位。 阿斯玛之后于2000年因其在马来西亚语言学学术领域的巨大贡献而荣获马来亚大学文学博士的称号。
Asmah还领导了两个Jejak Bahasa节目系列的研究团队，这是马来西亚国家语文出版局（Dewan Bahasa dan Pustaka）以及TV3联合制作的电视节目。 